# Gilbert du Motier de La Fayette
Marie-Joseph Paul Yves Roch Gilbert du Motier, marchiz de La Fayette, cunoscut simplu sub numele de Marchizul de La Fayette (născut la Château de Chavaniac, n. 6 septembrie 1757 – d. 20 mai 1834, Paris), aparținea nobilimii militare franceze. Este cunoscut mai cu seamă pentru faptele sale de arme din timpul Războiului de Independență al Statelor Unite ale Americii. Punctual, a participat la viața politică franceză, de la Revoluția Franceză până la Monarhia din Iulie, când s-a evidențiat ca unul dintre cei mai mari notabili liberali, de la «partida patriotă» până la «Carboneria franceză», trecând prin tabăra «constituționalilor» și «Clubul Feuillanților». Mirabeau, principalul său adversar în sânul «partidei patriote», îl supranumise «Gilles César», făcând referință la dictatorul roman.